# Dendrobium toressae
Dendrobium toressae är en orkidéart som först beskrevs av Frederick Manson Bailey, och fick sitt nu gällande namn av Alick William Dockrill. Dendrobium toressae ingår i släktet Dendrobium, och familjen orkidéer.
Artens utbredningsområde är Queensland. Inga underarter finns listade i Catalogue of Life.